# Каприва-дель-Фриули
Каприва-дель-Фриули (итал. Capriva del Friuli) — коммуна в Италии, располагается в регионе Фриули-Венеция-Джулия, в провинции Гориция.
Население составляет 1735 человек (2008 г.), плотность населения составляет 279 чел./км². Занимает площадь 6 км². Почтовый индекс — 34070. Телефонный код — 0481.
Покровительницей коммуны почитается Пресвятая Богородица (SS. Nome di Maria), празднование 12 сентября.

## Демография
Динамика населения:

## Администрация коммуны
- Официальный сайт: